# Saint-Privat-du-Dragon
Saint-Privat-du-Dragon är en kommun i departementet Haute-Loire i regionen Auvergne-Rhône-Alpes i centrala Frankrike. Kommunen ligger i kantonen Lavoûte-Chilhac som tillhör arrondissementet Brioude. År 2022 hade Saint-Privat-du-Dragon 166 invånare.

## Befolkningsutveckling
Antalet invånare i kommunen Saint-Privat-du-Dragon
| Referens: INSEE |